# Cyanea

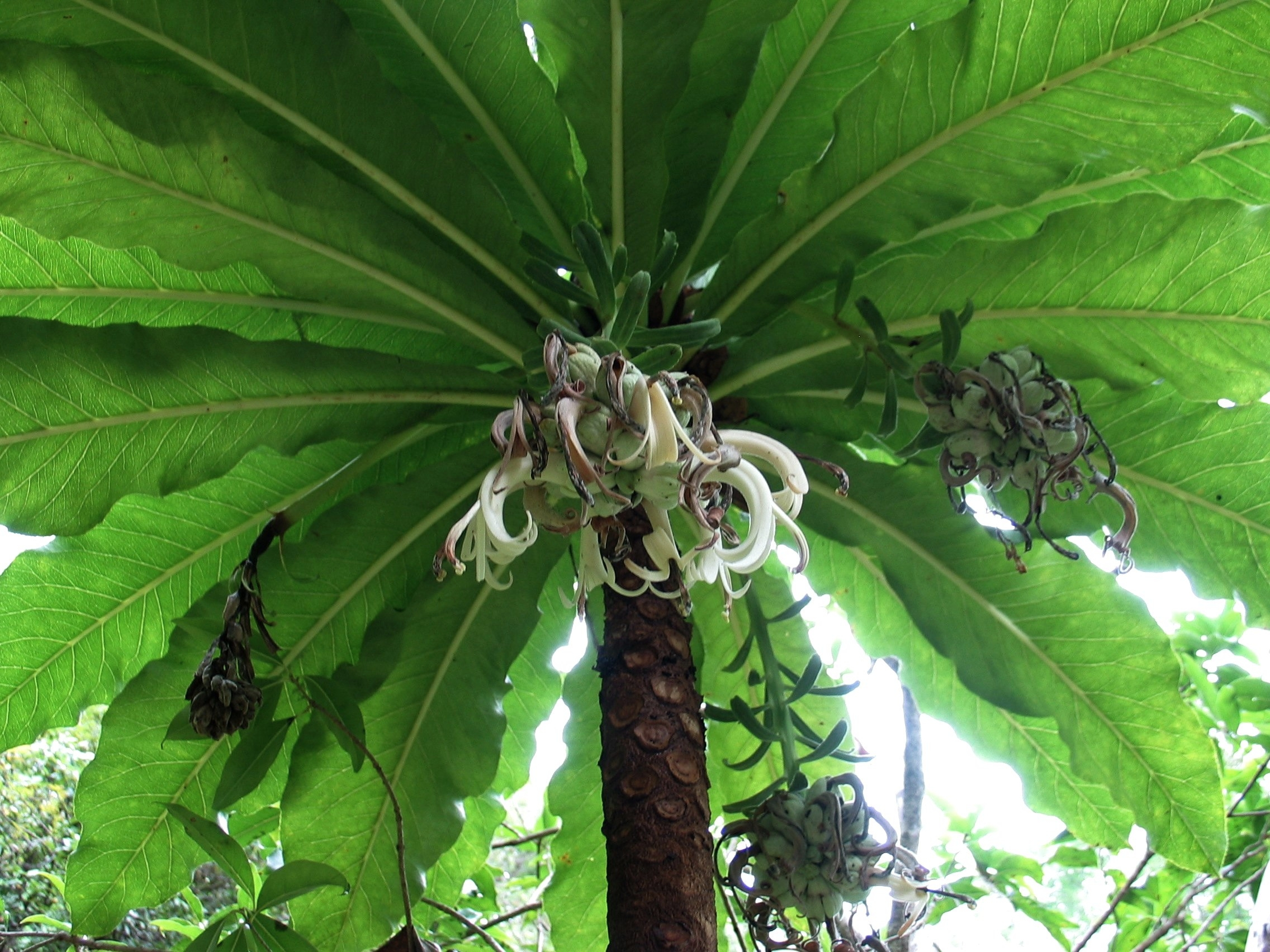
Cyanea superba

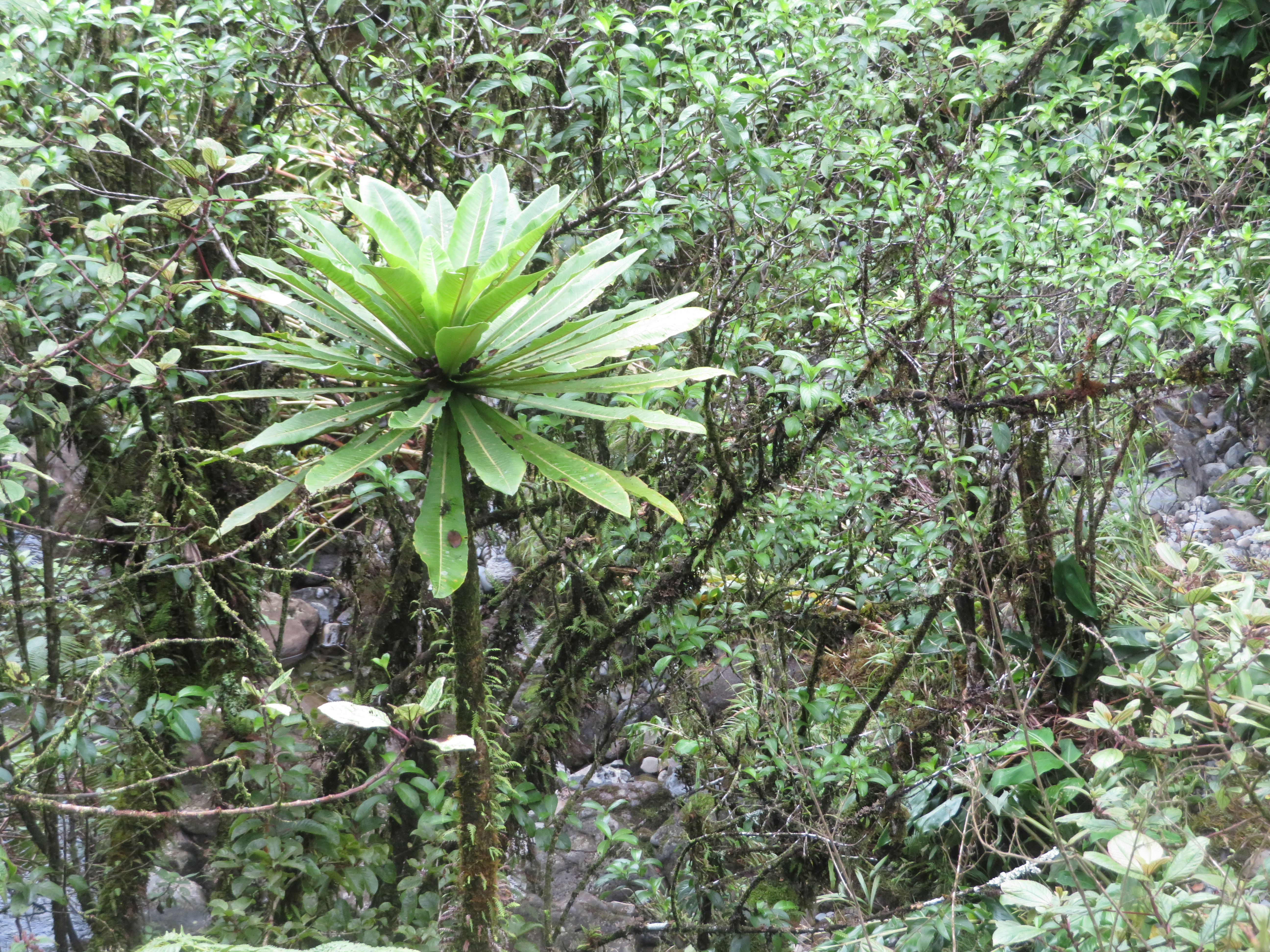
Cyanea hamatiflora

Cyanea – rodzaj roślin z rodziny dzwonkowatych. Obejmuje co najmniej 81–85 gatunków. Wszystkie są endemitami Hawajów, przy czym 79 gatunków jest endemitami pojedynczych wysp hawajskich, nierzadko pojedynczych szczytów wulkanicznych. Rośliny te związane są z górskimi, świeżymi i wilgotnymi siedliskami leśnymi oraz z hawajkami Drepanidini – ptakami o długich, zakrzywionych dziobach żywiącymi się nektarem i zapylającymi okazałe, łukowato wygięte kwiaty Cyanea, także rozprzestrzeniającymi mięsiste owoce tych roślin.
Cyanea jest najbardziej zróżnicowanym z 6 występujących na Hawajach rodzajów lobeliowych, o których sądzono, że ze względu na ich różnorodność, powstały od kilku różnych przodków. Badania genetyczne wykazały, że wszystkie te rośliny są wynikiem jednorazowej introdukcji, która miała miejsce 13 milionów lat temu (wówczas żadna z współczesnych wielkich wysp hawajskich jeszcze nie istniała, a największymi wyspami były te, których resztki stanowią współcześnie Gardner Pinnacles i French Frigate Shoals). Wspólnym przodkiem tych roślin był prawdopodobnie przedstawiciel rodzaju lobelia Lobelia z sekcji Tupa, której współczesne gatunki występują w Chile.
Aż 14 gatunków z tego rodzaju wymarło od lat 40. XIX wieku, a 34 jest krytycznie zagrożonych z mniej niż 50 okazami rosnącymi w naturze. Cały czas, także już w XXI wieku odnajdowane są nowe gatunki, zwykle w trudno dostępnych dotąd miejscach.

## Morfologia

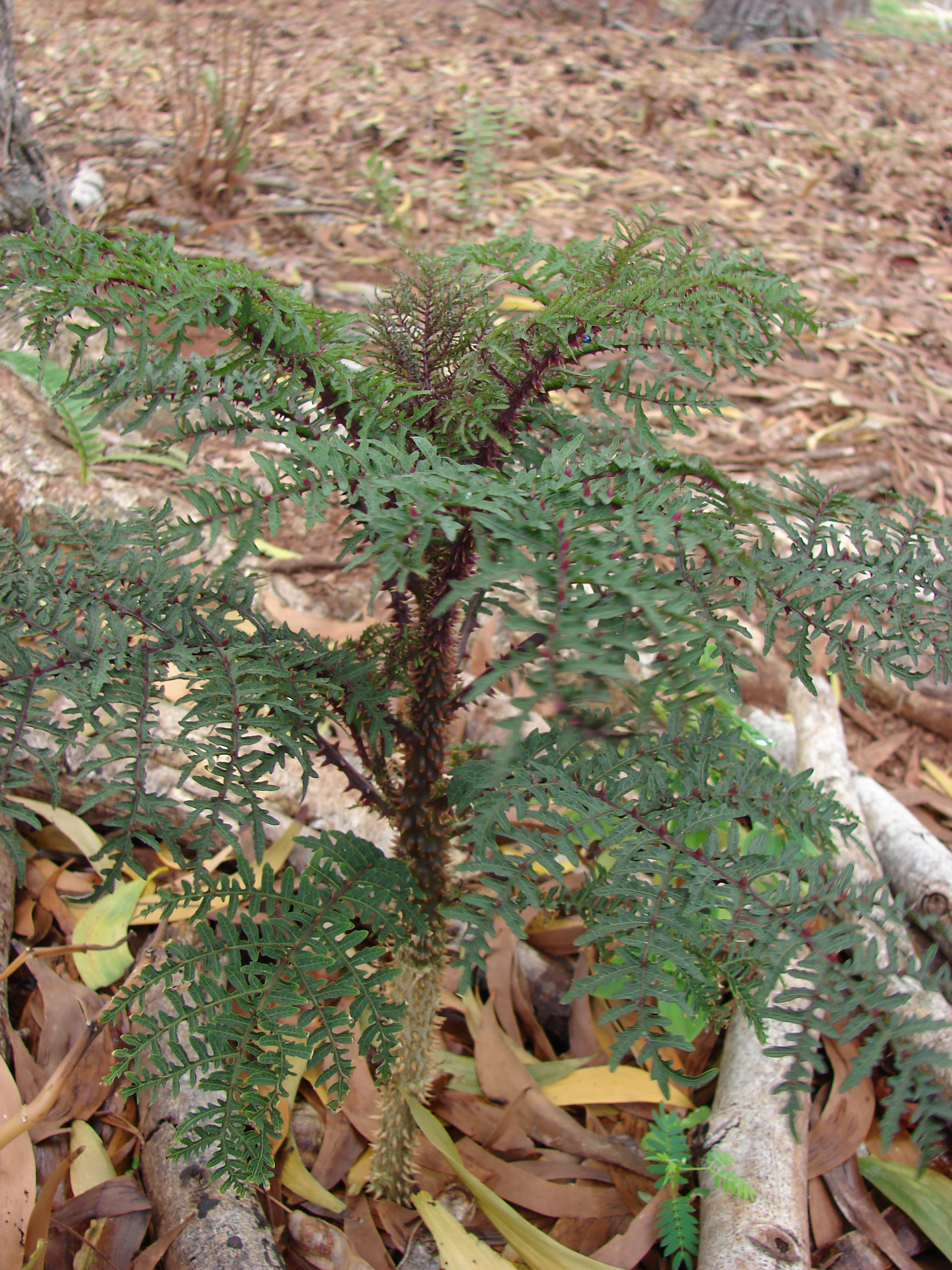
Cyanea duvalliorum

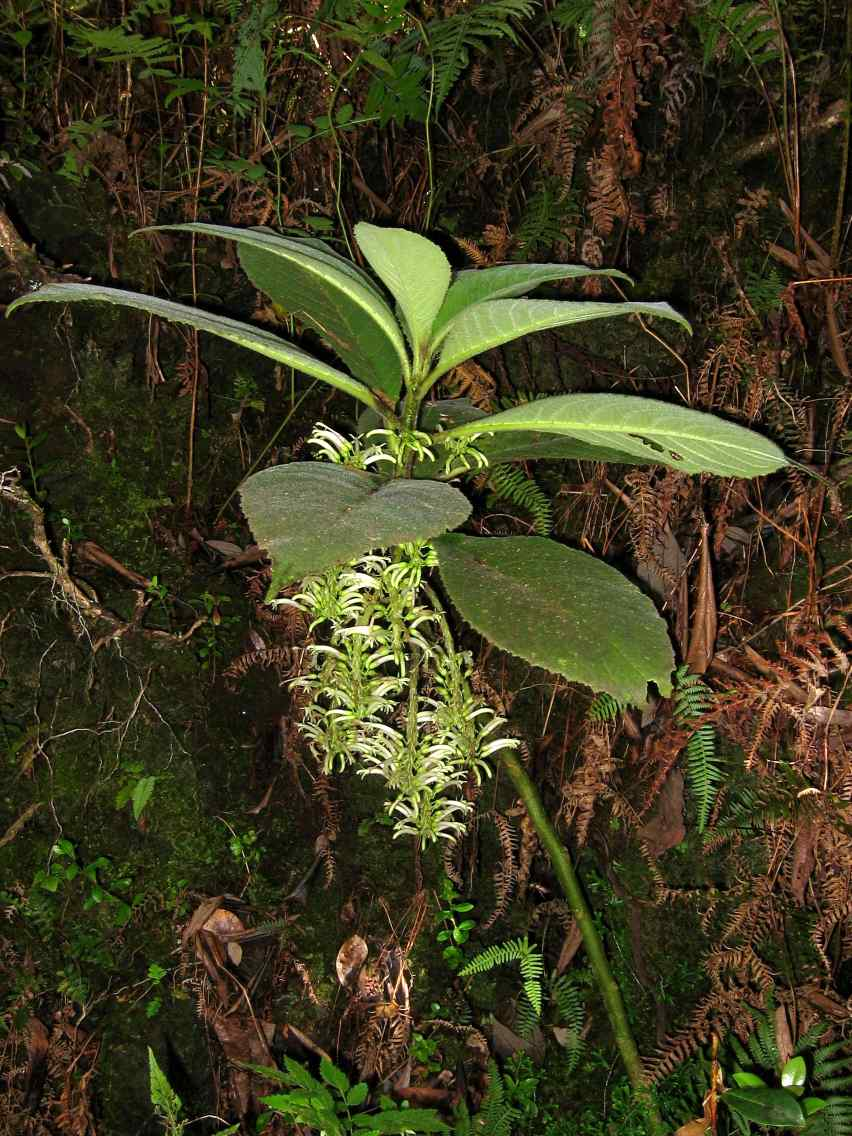
Cyanea pilosa

PokrójKrzewy i drzewa, rzadko liany i epifity. O pędach pojedynczych, nierozgałęzionych lub słabo rozgałęzionych, często rośliny pachykauliczne, podobne do palm (z nierozgałęzionym pniem zwieńczonym pióropuszem liści). Często rośliny mocno kolczaste, zwłaszcza za młodu, co interpretowane jest jako mechanizm obronny przed roślinożernymi berniklami, w tym wymarłą, nielotną Branta hylobadistes. Pędy zawierają żółty lub pomarańczowy sok mleczny.
LiścieSkrętoległe, skupione w szczytowej części pędów. Blaszka często skórzasta, sztywna, różnego kształtu od równowąskiej po szeroką, często klapowaną lub podzieloną, silnie zwłaszcza w przypadku młodych roślin.
KwiatyŚrednich i dużych rozmiarów zebrane w kilku do kilkudziesięciokwiatowe grona wyrastające w kątach liści, czasem parasolowato skupione pod pióropuszem liści.  Korona grzbiecista, jedno- lub dwuwargowa, biała, fioletowa, różowa, zielonawa lub żółtawa, czasem wzdłużnie kreskowana albo szorstko kolczasta. Rurka korony grzbietowo rozcięta do połowy, końce płatków jednakowe. Rurka ze zrośniętych nitek pręcików wolna lub grzbietowo przyległa do rurki korony. W szczytowej części nitek często obecne są kępki włosków.
OwoceJagody żółte, pomarańczowe i fioletowe, stosunkowo niewielkie i z cienką skórką, zawierających drobne, ciemne, gładkie, drobno brodawkowane lub siateczkowane nasiona.

## Systematyka
Pozycja systematyczna
Rodzaj z rodziny dzwonkowatych Campanulaceae klasyfikowany w jej obrębie do podrodziny Lobelioideae.
Wykaz gatunków
- Cyanea aculeatiflora Rock
- Cyanea acuminata (Gaudich.) Hillebr.
- Cyanea angustifolia (Cham.) Hillebr.
- Cyanea arborea Hillebr.
- Cyanea asarifolia H.St.John
- Cyanea asplenifolia (H.Mann) Hillebr.
- Cyanea calycina (Cham.) Lammers
- Cyanea comata Hillebr.
- Cyanea copelandii Rock
- Cyanea coriacea (A.Gray) Hillebr.
- Cyanea crispa (Gaudich.) Lammers, Givnish & Sytsma
- Cyanea cylindrocalyx (Rock) Lammers
- Cyanea dolichopoda Lammers & Lorence
- Cyanea dunbariae Rock
- Cyanea duvalliorum Lammers & H.Oppenh.
- Cyanea eleeleensis (H.St.John) Lammers
- Cyanea elliptica (Rock) Lammers
- Cyanea fissa (H.Mann) Hillebr.
- Cyanea floribunda E.Wimm.
- Cyanea gibsonii Hillebr.
- Cyanea giffardii Rock
- Cyanea glabra (E.Wimm.) H.St.John
- Cyanea grimesiana Gaudich.
- Cyanea habenata (H.St.John) Lammers
- Cyanea hamatiflora Rock
- Cyanea hardyi Rock
- Cyanea heluensis H.Oppenh.
- Cyanea hirtella (H.Mann) Hillebr.
- Cyanea horrida (Rock) O.Deg. & Hosaka
- Cyanea humboldtiana (Gaudich.) Lammers, Givnish & Sytsma
- Cyanea kahiliensis (H.St.John) Lammers
- Cyanea kauaulaensis H.Oppenh. & Lorence
- Cyanea kolekoleensis (H.St.John) Lammers
- Cyanea konahuanuiensis Sporck-Koehler, M.Waite & A.M.Williams
- Cyanea koolauensis Lammers, Givnish & Sytsma
- Cyanea kuhihewa Lammers
- Cyanea kunthiana (Gaudich.) Hillebr.
- Cyanea lanceolata (Gaudich.) Lammers, Givnish & Sytsma
- Cyanea leptostegia A.Gray
- Cyanea linearifolia Rock
- Cyanea lobata H.Mann
- Cyanea longiflora (Wawra) Lammers, Givnish & Sytsma
- Cyanea longissima (Rock) H.St.John
- Cyanea macrostegia Hillebr.
- Cyanea magnicalyx Lammers
- Cyanea mannii (Brigham ex H.Mann) Hillebr.
- Cyanea maritae Lammers & H.Oppenh.
- Cyanea marksii Rock
- Cyanea mauiensis (Rock) Lammers
- Cyanea mceldowneyi Rock
- Cyanea membranacea Rock
- Cyanea minutiflora Lammers
- Cyanea munroi (Hosaka) Lammers
- Cyanea obtusa (A.Gray) Hillebr.
- Cyanea parvifolia (C.N.Forbes) Lammers, Givnish & Sytsma
- Cyanea pilosa A.Gray
- Cyanea pinnatifida (Cham.) E.Wimm.
- Cyanea platyphylla (A.Gray) Hillebr.
- Cyanea pohaku Lammers
- Cyanea procera Hillebr.
- Cyanea profuga C.N.Forbes
- Cyanea pseudofauriei Lammers
- Cyanea purpurellifolia (Rock) Lammers, Givnish & Sytsma
- Cyanea pycnocarpa (Hillebr.) E.Wimm.
- Cyanea quercifolia (Hillebr.) E.Wimm.
- Cyanea recta (Wawra) Hillebr.
- Cyanea remyi Rock
- Cyanea rivularis Rock
- Cyanea salicina H.Lév.
- Cyanea scabra Hillebr.
- Cyanea sessilifolia (O.Deg.) Lammers
- Cyanea shipmanii Rock
- Cyanea solanacea Hillebr.
- Cyanea solenocalyx Hillebr.
- Cyanea spathulata (Hillebr.) A.Heller
- Cyanea st-johnii (Hosaka) Lammers, Givnish & Sytsma
- Cyanea stictophylla Rock
- Cyanea superba (Cham.) A.Gray
- Cyanea tritomantha A.Gray
- Cyanea truncata (Rock) Rock
- Cyanea undulata C.N.Forbes